# Synagogue d'Ehrenfeld (1927-1938)
La synagogue Ehrenfeld était un lieu de culte juif situé dans le quartier d'Ehrenfeld à Cologne, au 93 Körnerstraße, qui a été construit en 1926-1927 selon les plans de l'architecte Robert Stern. Lors de la nuit de Cristal en 1938, le bâtiment a été détruit par les nazis, à l'exception des murs extérieurs qui ont résisté.
Ehrenfeld est le quatrième arrondissement municipal de la ville allemande de Cologne en Rhénanie-du-Nord-Westphalie.

## Histoire de la synagogue
L'arrondissement d'Ehrenfeld à Cologne s'est développé rapidement grâce à la forte industrialisation de la seconde moitié du XIXe siècle. Une communauté juive distincte de celle de Cologne, est fondée en 1899. Cependant, la structure de la population, principalement des ouvriers et des employés, ne permet pas à cette communauté de continuer à exister financièrement et elle réintègre la communauté juive de Cologne dès 1914. Au milieu des années 1920, la population juive d'Ehrenfeld atteint environ 1 100 personnes soit 1,6 % de la population totale de l'arrondissement, pourcentage cependant inférieur à la proportion de 2,3 % enregistrée à l'échelle de la ville à cette époque. Des plans sont alors élaborés pour construire une synagogue locale.
La partie sud-ouest de l'ancienne usine Koenemann, de moulures en or, située au 93-113 de la Körnerstrasse, et dont la propriété s'étend jusqu'au 24-28 de la Wißmannstrasse, est acquise comme terrain à bâtir. Karl Koenemann est décédé avant la Première Guerre mondiale et sa veuve Christine Koenemann, née Coblenzer, décide tout d'abord de continuer l'entreprise avec ses fils Harald et Frederick Francis (appelés « Fred ») Kennedy, qui vivent à Londres. Après l'arrêt de la production, elle fait diviser la zone en mai 1919. La propriété nouvellement créée au 93 Körnerstrasse est acquise par le marchand d'Ehrenfeld Peter Winkels et l'employé de banque Johann Winkels, qui vit à Cottbus, à qui la communauté juive de Cologne l'achète ensuite en 1926.
Les projets du nouveau bâtiment de la synagogue et de la transformation de la maison à deux étages existante du 93 Körnerstrasse à des fins communautaires sont élaborés par l'architecte Robert Stern, qui prend également la direction de la construction. La réalisation du dôme à 8 pans, en forme de tente, situé au-dessus d'une salle octogonale, l'une des réalisations techniques les plus remarquables de l'époque à Cologne, est confiée à l'entreprise de construction Lincke & Cie dirigée par l'architecte gouvernemental Ernst Lincke et l'ingénieur civil juif Adolf Fruchtländer. La première pierre est posée le 18 octobre 1926 et le dôme installé au cours de l'hiver 1926-1927. La synagogue est inaugurée lors d'une cérémonie le 18 septembre 1927. Son coût de construction s'élève à 110 000 reichsmarks. Lors de l'inauguration, la presse locale rend compte de l'euphorie de l'ouverture de la dernière synagogue de Cologne. La Jüdisch-liberale Zeitung de Cologne y voit un monument durable de l'architecture moderne et pour le Ehrenfelder Anzeiger, la cérémonie et la décoration des drapeaux dans les environs témoignent de la bonne entente qui existe à Cologne entre les différentes confessions.
En raison de l'émigration croissante des membres de la communauté et de leur appauvrissement rapide dû à la politique raciste des nazis, la communauté juive tente de vendre le bâtiment à l'Église catholique dès l'été 1938, mais l'Église refuse. Dans la synagogue d'Ehrenfeld, comme dans la plupart des autres synagogues de Cologne, les offices se déroulent selon le rite libéral.
La synagogue n'existe que depuis onze ans lorsque sa destruction commence le matin du 10 novembre 1938. D'abord, deux hommes à moitié habillés en civil détruisent le mobilier et l'intérieur de la salle de prière à coups de hache avant d'y mettre le feu, tandis qu'un autre groupe pénètre dans la maison voisine, la pille et y mette le feu. Les bâtiments sont détruits lors de l'incendie, à l'exception des murs extérieurs qui ont résisté. La foule se rassemble rapidement et regarde sans intervenir.
Le dernier rabbin de la communauté est le Dr Isidor Caro, né le 6 octobre 1877 à Żnin et assassiné le 28 août 1943 au camp de Theresienstadt, employé par la communauté juive de Cologne depuis 1908. Son épouse d'origine berlinoise, Klara Caro,  née Beermann (1886-1979), est particulièrement impliquée dans la réhabilitation des femmes ayant commis des crimes de 1914 à 1939. Elle réussit à quitter le camp avant la fin de la guerre en février 1945 en rachetant sa liberté. Elle émigre alors aux USA, en passant par la Suisse.

## L'architecte Robert Stern
L'architecte de la synagogue d'Ehrenfeld, Robert Stern, est né le 8 novembre 1885 à Cologne et a grandi dans le quartier du Griechenmarkt. Son père, Simon Stern, passé du statut d'artisan à celui d'entrepreneur à succès entretient des contacts avec les bureaux d'architectes les plus renommés de Cologne, comme celui de Joseph Maria Olbrich, cofondateur du mouvement de la Sécession viennoise. Son fils Robert étudie l'architecture à Stuttgart, Munich et Dresde et acquiert une expérience pratique chez Olbrich.
En 1909, il ouvre son premier bureau d'architecture. Un an plus tard, il épouse Heddy Heydt, fille d'un industriel, avec laquelle il a une fille nommée Ilse Meta Stern en 1912.
Stern participe à la Première Guerre mondiale en tant que soldat. A son retour, il crée de nombreuses maisons individuelles et collectives, des villas, des immeubles commerciaux, des bâtiments d'exposition et des cinémas et est considéré comme l'un des architectes juifs les plus renommés d'Allemagne. Il travaille pour diverses organisations et communautés juives en Allemagne et en Autriche. Son œuvre comprend plusieurs synagogues et cimetières, des foyers pour enfants et des bâtiments administratifs. Le pavillon de Robert Stern pour la Jüdische Sonderschau (exposition spéciale juive), créé en 1928 à l'occasion de la Pressa, le salon international de la presse de Cologne, suscite un grand intérêt.
En 1927, la synagogue d'Ehrenfeld, conçue par Robert Stern, est inaugurée. En 1934, à l'occasion des 25 ans de carrière de Robert Stern, le journal de la communauté juive fait l'éloge de la synagogue d'Ehrenfeld comme étant un joyau particulier des synagogues de Cologne et du magnifique cimetière juif de Cologne Bocklemünd. 
En 1936, il quitte Cologne et s'installe à Londres. Son bureau de Cologne est repris par son ancien collaborateur Max August Breuer. En 1938, il émigre aux États-Unis et obtient la citoyenneté américaine en 1944. Malgré une certaine réputation, il ne parvient pas à s'y implanter en tant qu'architecte. Il gagne modestement sa vie en tant que représentant de commerce en articles ménagers. Sa fille Ilse, son mari Heinz Gerhard Salinger et leur fille périssent durant la Shoah. Robert Stern meurt dans la misère dans un hôpital de New York le 13 mars 1964.

## Architecture de la synagogue
Le style architectural, moderne et néoclassique, auquel se mêlent des formes expressionnistes et des éléments du Bauhaus, donne à la synagogue et à la maison attenante du Hazzan (chantre) un aspect contemporain avec leurs formes claires et leur façade classique.
Afin de préserver la maison du 93 Körnerstrasse, qui appartenait à l'ancien propriétaire Koenemann, afin d'en faire la maison du Hazzan, Stern décide de déplacer la synagogue vers l'arrière, en créant une cour intérieure entourée de murs et d'arbres. Trois entrées en arc en plein cintre donnent accès à l'intérieur de la synagogue par un vestibule. Les trois fenêtres circulaires situées au-dessus ont des croisillons en forme d'étoiles de David et font ainsi explicitement référence à la fonction religieuse du bâtiment. La salle de prière construit selon un plan octogonal, recouverte d'une coupole en forme de tente, peut accueillir 400 fidèles dont 250 hommes au rez-de-chaussée et 150 femmes à l'étage supérieur. Comme dans la plupart des synagogues de Cologne pendant les années 1920, les services religieux à Ehrenfeld suivent le rite libéral. Une petite salle au rez-de-chaussée, pouvant accueillir environ 60 personnes est toutefois réservée aux membres de la communauté juive orthodoxe d'Ehrenfeld.
L'intérieur de la synagogue, à l'architecture intemporelle, se caractérise par une peinture forte et symbolique. Les versets bibliques du Lévitique chapitre 6.6 inscrit au-dessus du sanctuaire de la Torah : « Le feu brûlera continuellement sur l’autel, il ne s’éteindra point » sont symbolisés par des nuances de rouge qui s'éclaircissent progressivement en direction de la coupole et se transforment en bandes jaunes pour culminer en une étoile rouge à huit branches.

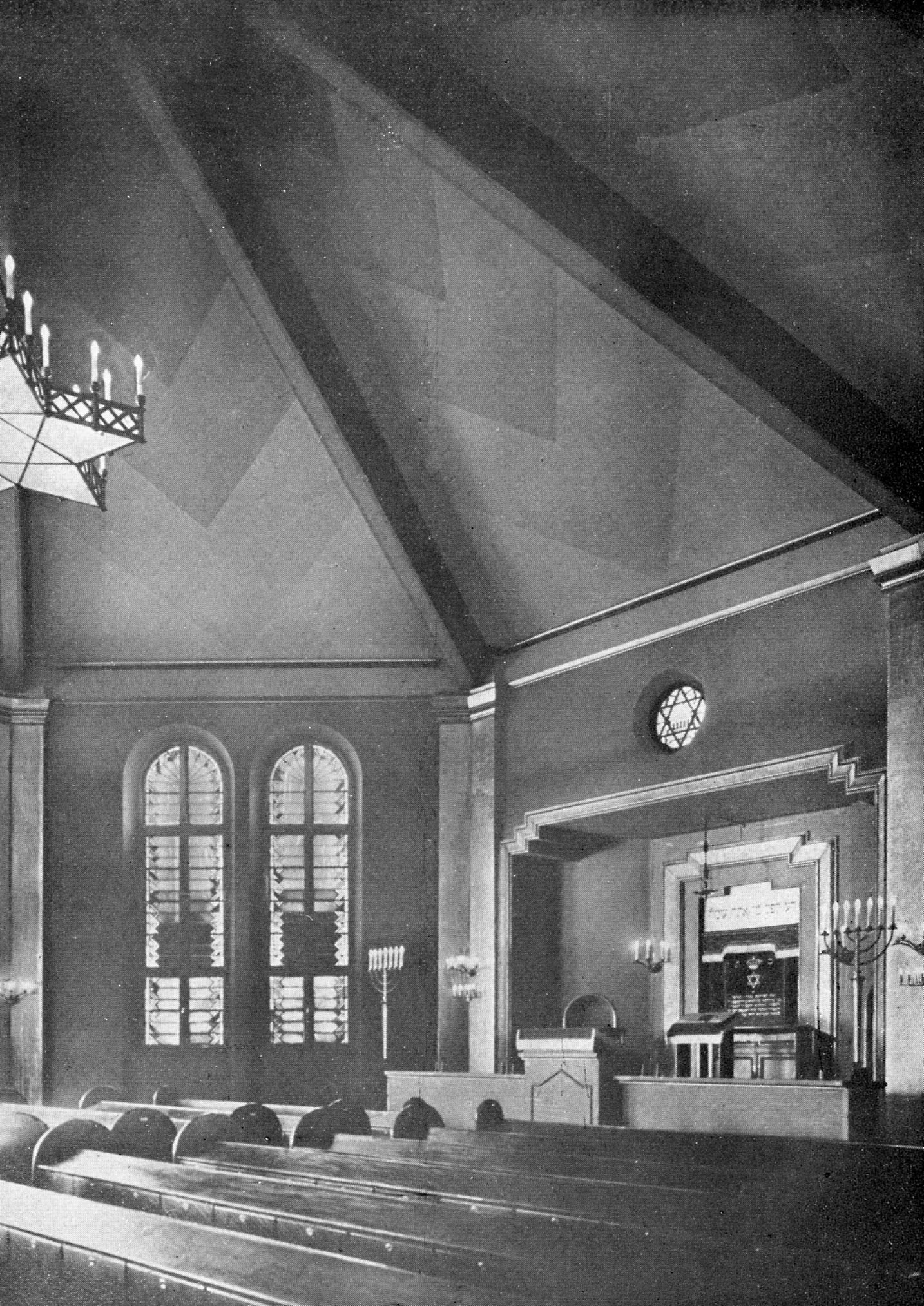
Intérieur de la synagogue: vue sur l'Arche Sainte et la bimah.
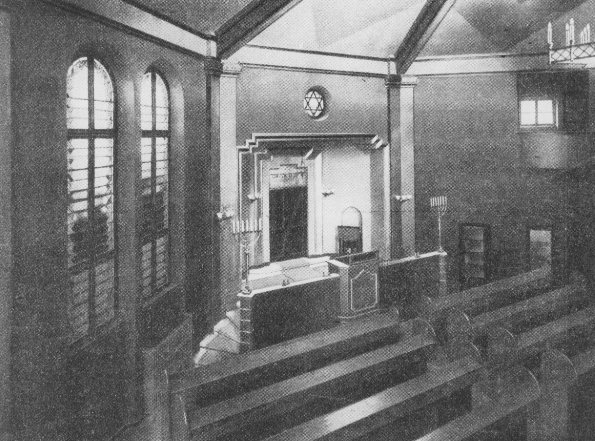
Intérieur de la synagogue: vue générale
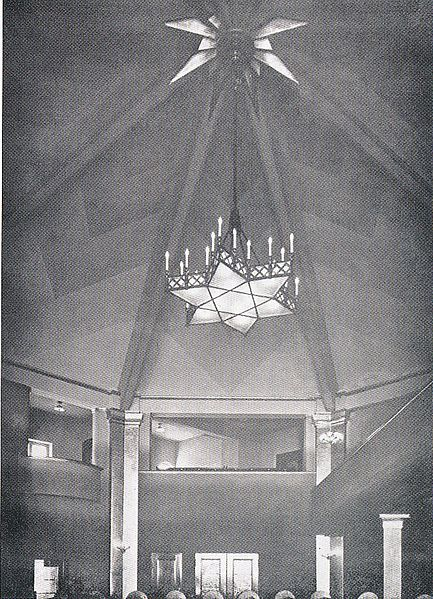
Intérieur de la synagogue: vue sur la galerie

## Après la destruction
Après la démolition des murs restés debout en 1939, le terrain est vendu en 1942 ou 1943 par l'intermédiaire de la Reichsvereinigung der Juden in Deutschland (Association du Reich des Juifs en Allemagne), successeur légal de la communauté juive de Cologne. En raison de la guerre, il n'y a cependant pas eu de construction élevée dessus. Pour des raisons de sécurité, les restes de murs sont arasés en 1950 et les caves comblées. Le propriétaire est alors la Jewish Trust Corporation, qui agit en tant qu'administrateur des propriétés foncières autrefois juives, mais désormais sans maître. En 1954, elle vend le terrain à la ville de Cologne.
En 1988, 50 ans après la destruction de la synagogue, une peinture murale réalisée d'après un projet de la graphiste Brigitte Schulten et représentant des motifs d'une mosaïque de la synagogue de Beth Alpha en Israël, est apposée en souvenir sur le mur de la maison voisine. Mais celle-ci est recouverte lorsqu'en 1998 et 1999, un immeuble d'habitation avec une crèche est construit sur le terrain, resté jusqu'alors non bâti et utilisé comme aire de jeux. Lors des travaux d'excavation nécessaires, les fondations de la synagogue et du mikvé (bain rituel) sont mises à jour. En souvenir de la synagogue, le nouveau bâtiment a intégré différentes caractéristiques d'aménagement, comme une peinture murale et des pierres encastrées dans le sol qui symbolisent le plan de la synagogue. Ces éléments ne sont toutefois pas visibles de l'extérieur.

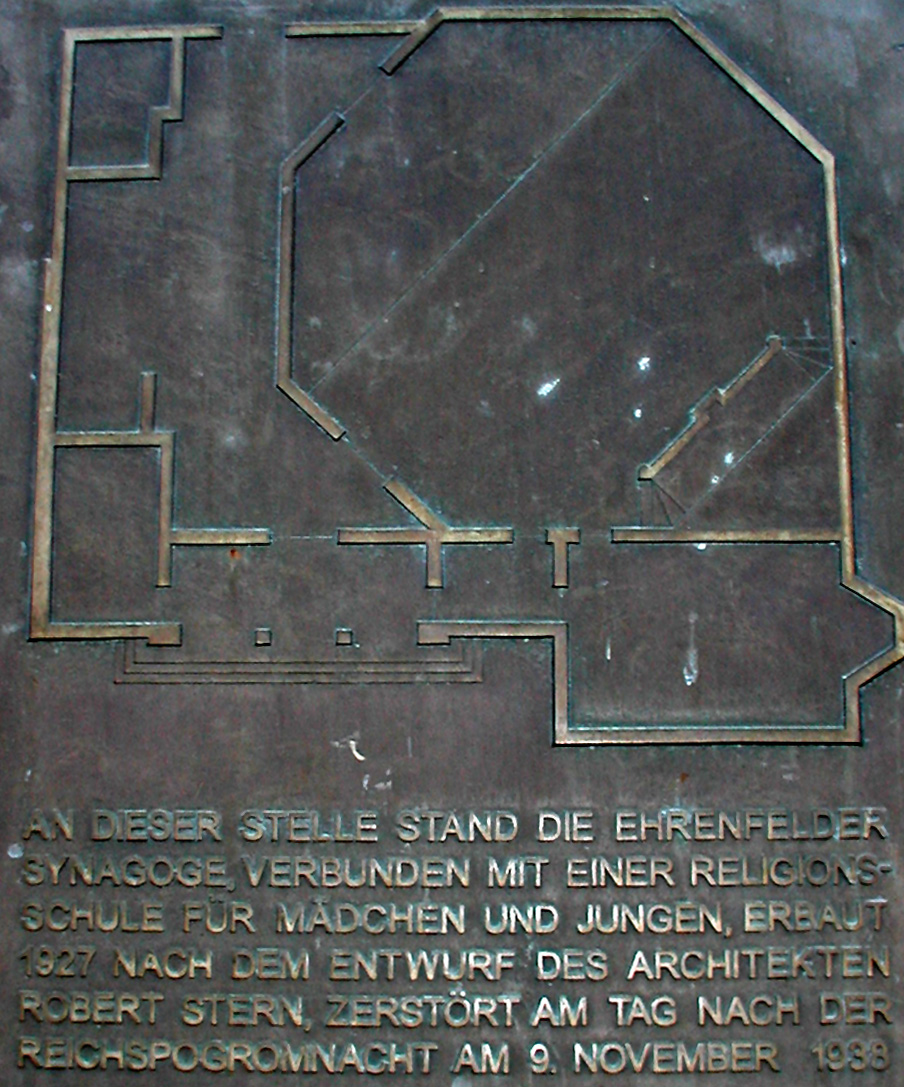
Plaque commémorative

Aujourd'hui, seule une plaque commémorative à l'angle de la maison du 91 Körnerstraße rappelle la synagogue d'Ehrenfeld. Sur la plaque on peut lire:

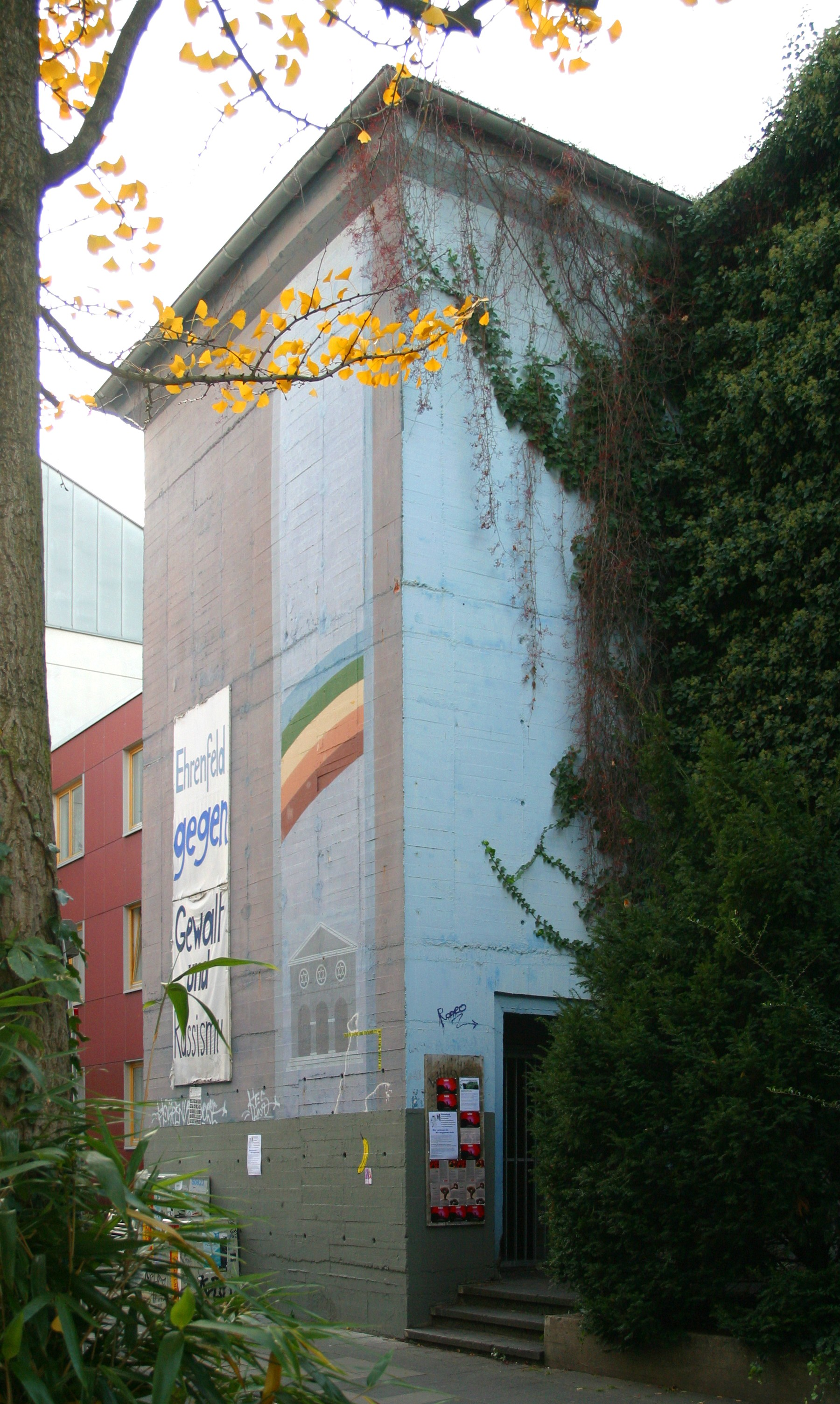
Le bunker surélevé

« An dieser Stelle stand die Ehrenfelder Synagoge, verbunden mit einer Religions-schule für Mädchen und Jungen, erbaut 1927 nach dem Entwurf des Architekten Robert Stern, zerstört am Tag nach der Reichspogromnacht am 9. November 1938
(À cet endroit se trouvait la synagogue d'Ehrenfeld, associée à une école religieuse pour filles et garçons, construite 1927 selon le projet de l'architecte Robert Stern, détruite le lendemain de la nuit de Cristal du 9 novembre 1938) »

## Bunker surélevé
Le bunker surélevé construit en 1942 au 113 Körnerstraße, sur le terrain voisin de la synagogue détruite, après l'expropriation préalable de son propriétaire, le citoyen britannique Fred Kennedy, au profit du Führer-Sofortprogramm (programme d'urgence du Führer) et sur ordre du Trésor public du Reich (aviation), ne se trouve pas sur le terrain de la synagogue, contrairement à une opinion colportée à plusieurs reprises. Depuis le 25 avril 1995, le bunker est classé monument historique (n° 7443).
En 2012, l'association Förderkreis Hochbunker Körnerstraße 101 e.V. est fondée pour se consacrer à la préservation et à la mise en valeur historique du site, ainsi que l'ouverture à l'art et à la culture. Dans le cadre d’un atelier d’histoire, l’association a réalisé des entretiens avec des témoins de l'époque. Dans le hall d’entrée du bunker se trouve une maquette en bois de l’ancienne synagogue d’Ehrenfeld, ainsi qu’une partie du parcours « 1000 Sintés et Roms » qui montre le parcours de la déportation des Sintés et des Roms pendant le nazisme à Cologne.